# 마이애미 그랑프리
마이애미 그랑프리(영어: Miami Grand Prix)는 미국 플로리다주 마이애미가든스의 근교에 위치한 마이애미 인터내셔널 오토드롬에서 개최되는 포뮬러 원 월드 챔피언십 레이스 중 하나이다. 2022 시즌부터 10년 계약으로 진행되고 있다.

## 우승 기록

### 연도별
| 연도  | 드라이버        | 컨스트럭터 | 상세내용 |
| ----- | --------------- | ---------- | -------- |
| 2022  | 막스 페르스타펀 | 레드불     | 기록     |
| 2023  | 막스 페르스타펀 | 레드불     | 기록     |
| 출처: |                 |            |          |